# ZOOM IN KANSAI
ZOOM IN KANSAIは、FM京都 α-STATION・FM大阪・Kiss FM KOBEで2021年1月6日から3月24日までの期間限定で3局同時生放送を行ったコーナー。番組ハッシュタグは #ZOOMINKANSAI。

## 概要
- 局をまたいだ同時生放送という、レギュラーコーナーとしては初の試みとなる企画。新型コロナウイルスで外出が制限される中、こんな時だからこそ、局の垣根を越えて地域の魅力をぶつけ合う企画ができないかと始動[2]。
- 毎週進行役のDJが残りの2局に対し共通のお題を出し、次週の放送で各自が1分間のプレゼンバトルを行う。進行役のDJが勝敗を判断し、負けた局のDJは、3局共通のオリジナルクオカードを自腹で買い取り、毎週6人のリスナーに500円分ずつプレゼントする[3]。
- 2021年1月6日から3月24日までの水曜12時40分～50分、各局の生放送のコーナーとして放送された。
- 公式Twitterと連動し、放送中に中の人による実況ツイートが行われた。3か月でフォロワーは9000人超え。
- 京阪神FM3局同時生放送の後続番組として「Saturday Junction」が2021年4月3日からスタート。Twitterの中の人は変わらないと発表[4]。

## 出演者
- 寺田有美子（FM京都 α-STATION「SUNNYSIDE BALCONY」）…テラユミ
- 下埜正太（FM大阪「LOVE FLAP」）…シモショー
- 寺田もか（Kiss FM KOBE「テンション!!!!」)…てらもか

## 対決内容
- 第1回『番組紹介』（2021年1月6日）
- 第2回『インスタ映えスポット』（2021年1月13日）
- 第3回『一度は食べてみて！ご当地グルメ』（2021年1月20日）
- 第4回『おもしろ自販機』（2021年1月27日）
- 第5回『シモショーにプレゼントしたい！絶品スイーツ』（2021年2月3日）
- 第6回『注目して欲しい！イチオシスポーツチーム』（2021年2月10日）
- 第7回『ご当地アーティスト』（2021年2月17日）
- 第8回『ぼっちにオススメスポット』（2021年2月24日）
- 第9回『地元のお酒自慢』（2021年3月3日）
- 第10回『地元の名物中華』（2021年3月10日）
- 第11回『ご当地が舞台のドラマや映画』（2021年3月17日）
- 第12回『もうすぐ春ですね♪絶景花見スポット』（2021年3月24日）

## 寺田有美子のサプライズ
FM京都 α-STATION・寺田有美子が毎回プレゼンの度に何かの格好で登場し、出演者を驚かせた。
- ラッパー[5][6]
- 天草四郎[7]
- 京都サンガF.C.サポーター[8]
- 鉄腕アトム[9]
- 手塚治虫（番組SNSのみ登場）[10]
- 古代人[11]
- 緋村剣心[12]